# Lac au Goéland
Der Lac au Goéland (französisch für „Möwensee“) ist ein 251 km² großer See in der regionalen Grafschaftsgemeinde Jamésie (Verwaltungsregion Nord-du-Québec) der kanadischen Provinz Québec.

## Lage
Der Lac au Goéland liegt 40 km östlich der Stadt Matagami. Der See ist etwa 36 km lang und bis zu 18 km breit. Er wird vom Rivière Waswanipi von Südosten nach Nordwesten durchflossen. Oberstrom liegt der Lac Waswanipi, während unterstrom die Seen Lac Olga und Lac Matagami liegen. Das Wasser des südöstlich gelegenen Lac Maicasagi fließt über die Passage Max zum Lac au Goéland hin ab. Der Lac au Goéland Teil einer großen Seenlandschaft, die vom Rivière Nottaway zur James Bay hin entwässert wird.